# Робоча рідина
Робо́ча рідина́ (рос. рабочая жидкость; англ. hydraulic fluid, working fluid, driving fluid; нім. Druckflüssigkeit f, Arbeitsflüssigkeit f) 
- 1) Робоча рідина гідропривода, що використовується як носій енергії в об'ємних гідроприводах. Як робочі рідини застосовуються мінеральні, синтетичні та напівсинтетичні масла, рідини на силіконовій основі, водо-масляні емульсії, олійно-водяні емульсії.
- 2) Робочий аґент при нафтовидобутку.
- 3) Рідина, інертна до нафти, що використовується для створення тиску в пробовідбірнику або контейнері для переміщення проби нафти в дослідну апаратуру.